# Pape Gueye
Pape Alassane Gueye, född 24 januari 1999, är en fransk-senegalesisk fotbollsspelare som spelar för spanska Villarreal.

## Karriär
Gueye debuterade för Le Havre i Ligue 2 den 5 maj 2017 i en 0–0-match mot Niort, där han blev inbytt i den 84:e minuten mot Cédric Cambon.
Den 29 april 2020 värvades Gueye av Watford, där han skrev på ett femårskontrakt med start den 1 juli. När övergångsfönstret öppnade den 1 juli såldes Gueye direkt vidare till Marseille, där han skrev på ett fyraårskontrakt. Den 30 januari 2023 lånades Gueye ut till spanska Sevilla på ett låneavtal över resten av säsongen.
Den 5 juli 2024 värvades Gueye av spanska Villarreal, där han skrev på ett fyraårskontrakt.